# Principiul lui Peter
 Principiul lui Peter  este o teorie emisă de canadianul Dr. Laurence J. Peter. Teoria afirmă că membrii de succes ai unei organizații ierarhice sunt, până la urmă, promovați până la nivelul lor maxim de competență, după care, o promovare ulterioară îi ridică la un nivel pentru care nu mai sunt competenți, deci incompetenți. Termenul este o interpretare umoristică a teoriei principiului plăcerii a lui Sigmund Freud.

## CarteaThe Peter Principle
Teoria a fost lansată, cu un stil plin de umor, în cartea The Peter Principle, publicată pentru prima dată în 1969. Peter spune că tema cărții sale este „Ierarhiologia”. Principiul de bază, enunțat în carte, sună astfel:
 În orice ierarhie, fiecare salariat are tendința de a urca până la nivelul său maxim de incompetență.
Deși este scrisă într-un limbaj amuzant, cartea conține multe exemple din lumea reală, și explicații provocatoare, dar adevărate, ale comportamentului uman. 

## Comportament uman
Incompetența salariaților nu apare ca rezultat al faptului că o poziție ierahică mai înaltă ar fi „mai grea”, ci pur și simplu pentru că acea poziție este „diferită” de cea în care salariatul a excelat anterior, cerând deprinderi și priceperi diferite, pe care este posibil ca salariatul să nu le aibă sau să nu le poată dobândi. Un exemplu folosit de Peter se referă la un muncitor din fabrică, ale cărui rezultate în muncă excepționale au făcut să fie promovat într-o funcție de management, în care calitățile pentru care a fost promovat nu mai erau de nici un folos. 
O cale prin care organizațiile încearcă să evite acest efect este de a nu promova o persoană până ce nu și-a dovedit deja calitățile sau deprinderile necesare. Astfel, o persoană nu va fi promovată pentru a-i conduce pe ceilalți, dacă nu a dovedit deja calități de lider. 
Corolarul acestei atitudini ar fi ca salariații, care sunt dedicați activității pe care o desfășoară, să nu fie recompensați prin promovare, ci prin creșterea salariului. 

## Precedente istorice
În Kalila wa Dimna (Kalila și Dimna), o colecție de fabule din Persia epocii Sasanide, cunoscută lumii prin traducerea în arabă a lui Ibn al-Muqaffa', unul din personaje spunea că Un om slab, de condiție joasă, este întotdeauna folositor și sincer, până ce este numit într-o funcție de care nu este demn.